# EWI-gebouw
Het EWI-gebouw is een gemeentelijk monument aan de Mekelweg in de stad Delft, in de Nederlandse provincie Zuid-Holland. Het staat op de campus van de TU Delft en is met een hoogte van 90 meter na de Nieuwe Kerk het hoogste gebouw van Delft. De constructie van staal en glas is gezichtsbepalend voor de skyline van de TU.

## Beschrijving
Het oranje/blauw gekleurde gebouw is 235 meter lang en 90 meter hoog. Het is zo hoog omwille van ruimtebesparing en de plaatsing van satellietvolgers op het dak. De ruimte-indeling van het gebouw is gestandaardiseerd zodat het bouwwerk na 2000 nog functioneel zou zijn. Het heeft een dubbele glasgevel, dat in de jaren 1960 populair was. Op zowel de noordelijke als de zuidelijke gevel is een grote klok bevestigd, waarvan er een te zien is vanaf het station van Delft. 
In EWI is de faculteit Elektrotechniek, Wiskunde en Informatica ondergebracht. Op de begane grond bevinden zich de studieverenigingen W.I.S.V. 'Christiaan Huygens' en de Electrotechnische Vereeniging (ETV). Het gebouw bevat 11 collegezalen (A tot en met K).

## Bouwgeschiedenis
Geert Drexhage was de architect en prof.dr.ir. R.M.M. Oberman was als voorzitter van de bouwcommissie van de TH Delft de 'bouwmeester' van het EWI-gebouw dat in 1969 werd geopend. Omdat hij kleurenblind was liet architect Drexhage de kleuren van zijn gebouwen bepalen door zijn vaste kleurenadviseur, kunstenaar Henny Bal, wat resulteerde in de opvallende kleurrijke kopgevels.
Het ministerie had om financiële redenen de airconditioning uit het project geschrapt, waardoor het gebouw het aanvankelijk met alleen luchtkoeling moest doen. Hoewel het in het begin naar voldoening leek te werken, bleek het klimaat in de loop van de tijd niet te controleren en was er sprake van een sickbuildingsyndroom.
De zalen A tot en met F zijn in 2010 gerenoveerd.
In 2019-2021 zijn de kantoorruimten in de hoogbouw gemoderniseerd.

## Fotogalerij

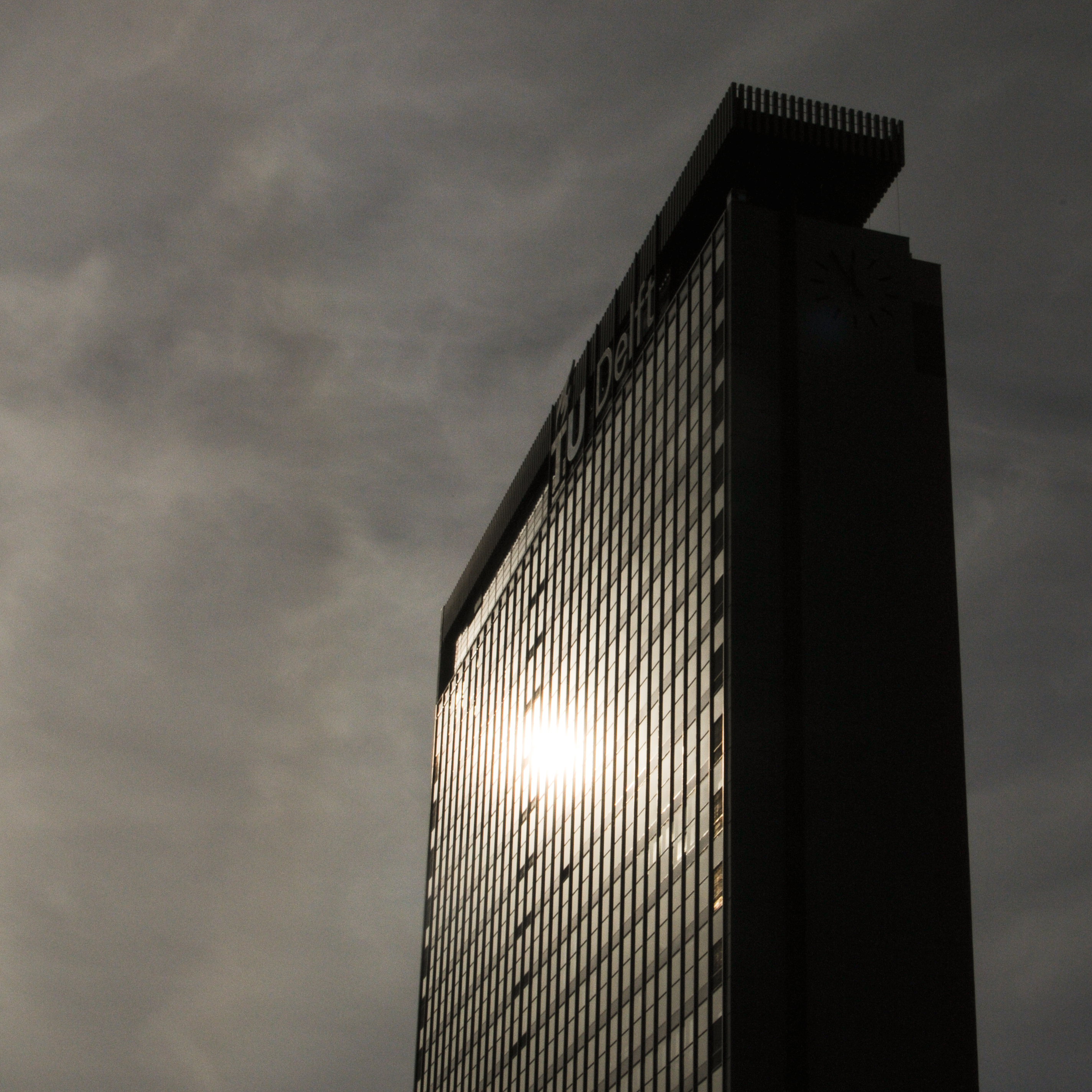
Het gebouw in 2010
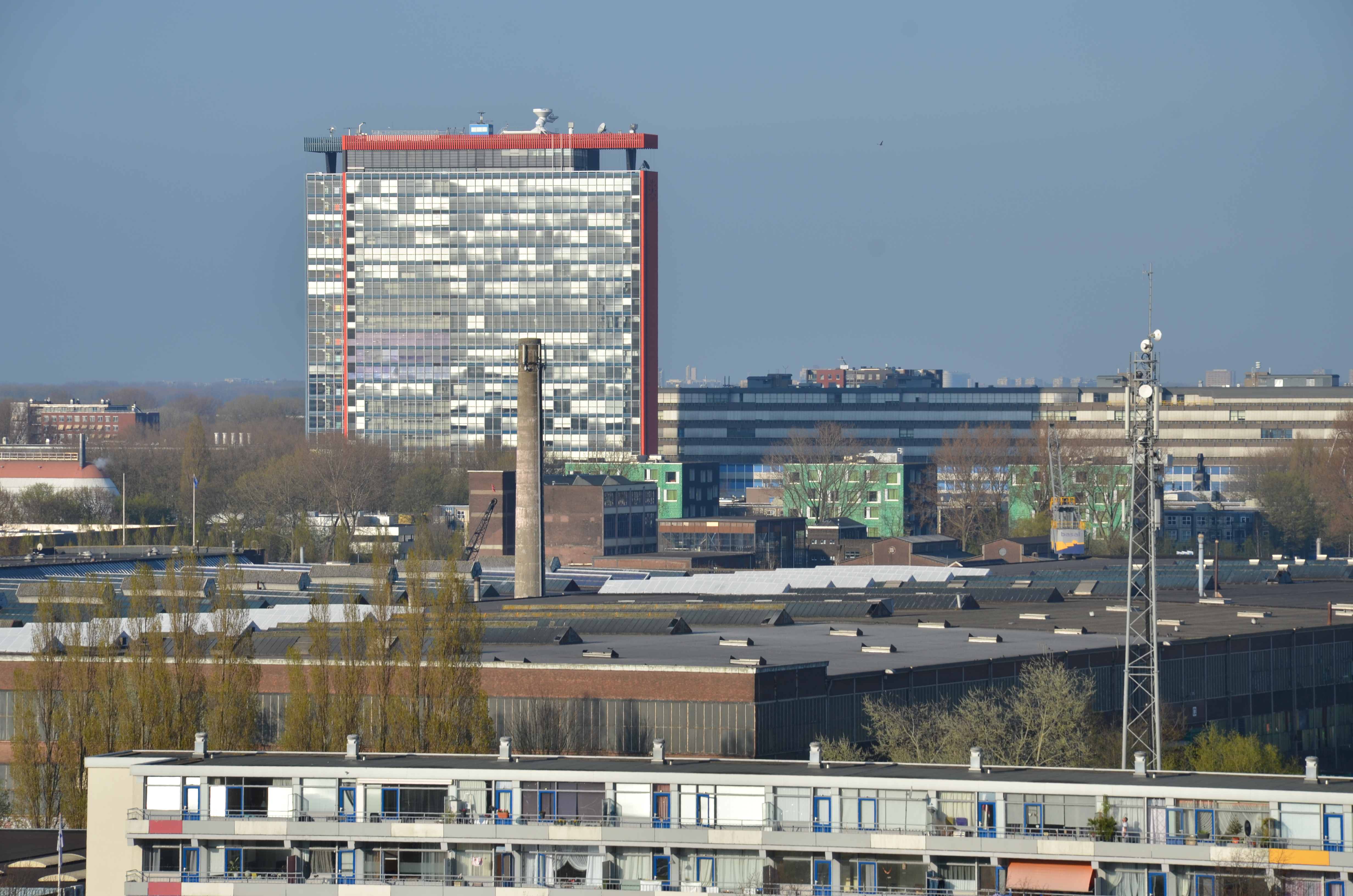
Het gebouw in 2015
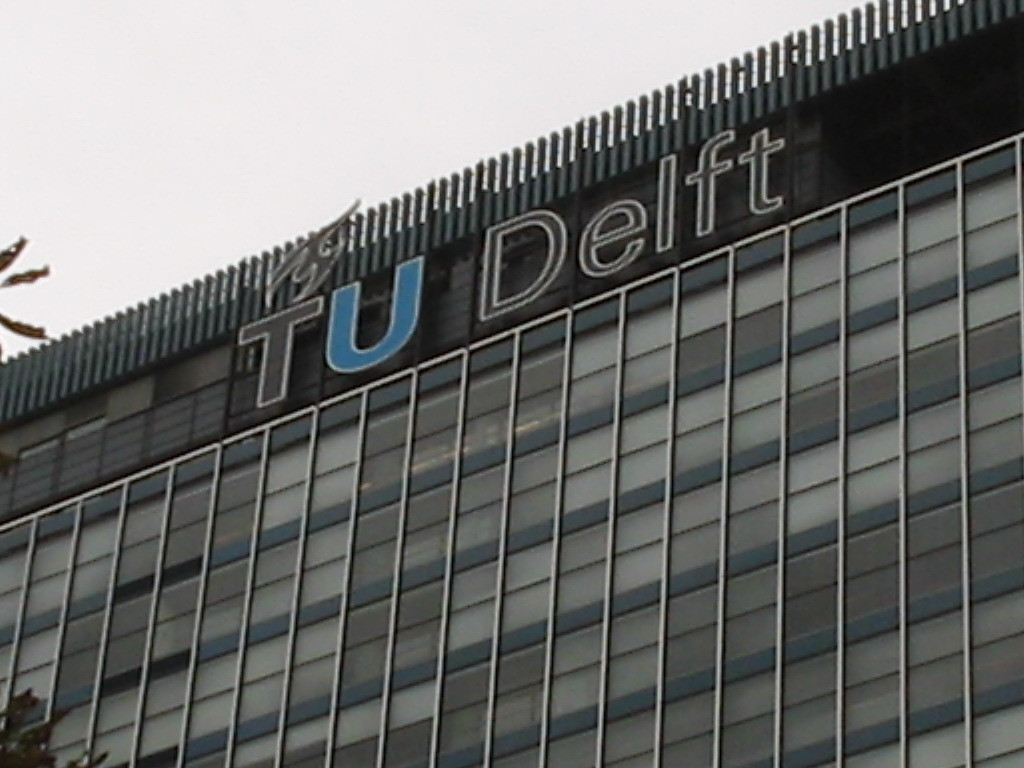
TU Delft logo

Cooltoren (Rotterdam) · Delftse Poort (Rotterdam) · FIRST (Rotterdam) · Hoftoren (Den Haag) · JuBi-gebouw (Den Haag) · De Kroon (Den Haag) · Maastoren (Rotterdam) · Millenniumtoren (Rotterdam) · Mondriaantoren (Amsterdam) · Montevideo (Rotterdam) · New Babylon (Den Haag)  · New Orleans (Rotterdam) · The Red Apple (Rotterdam) · Rembrandttoren (Amsterdam) · De Rotterdam (Rotterdam) · Het Strijkijzer (Den Haag) · Westpoint (Tilburg) · World Port Center (Rotterdam) · De Zalmhaven (Rotterdam)
Achmeatoren (Leeuwarden) · Alphatoren (Enschede) · Carlton (Almere) · Erasmusgebouw (Nijmegen) · Europees Octrooibureau (Rijswijk) · EWI-gebouw (Delft) · Hondsrugtoren (Emmen) · Innovatoren (Venlo) · Kempkensberg (Groningen) · Lighthouse (Eindhoven) · Provinciehuis ('s-Hertogenbosch) · Rabobank (Utrecht) · Sardijntoren (Vlissingen) · IJsseltoren (Zwolle)